# Lichtentaler Allee

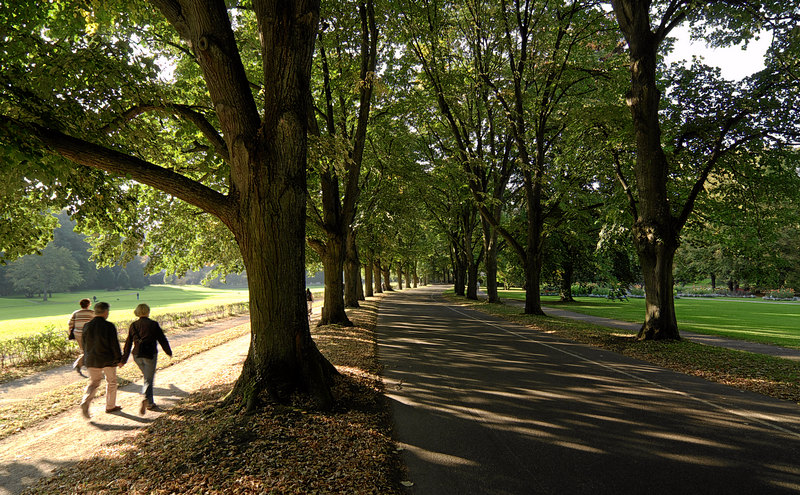
Die Allee an der Klosterwiese (links)

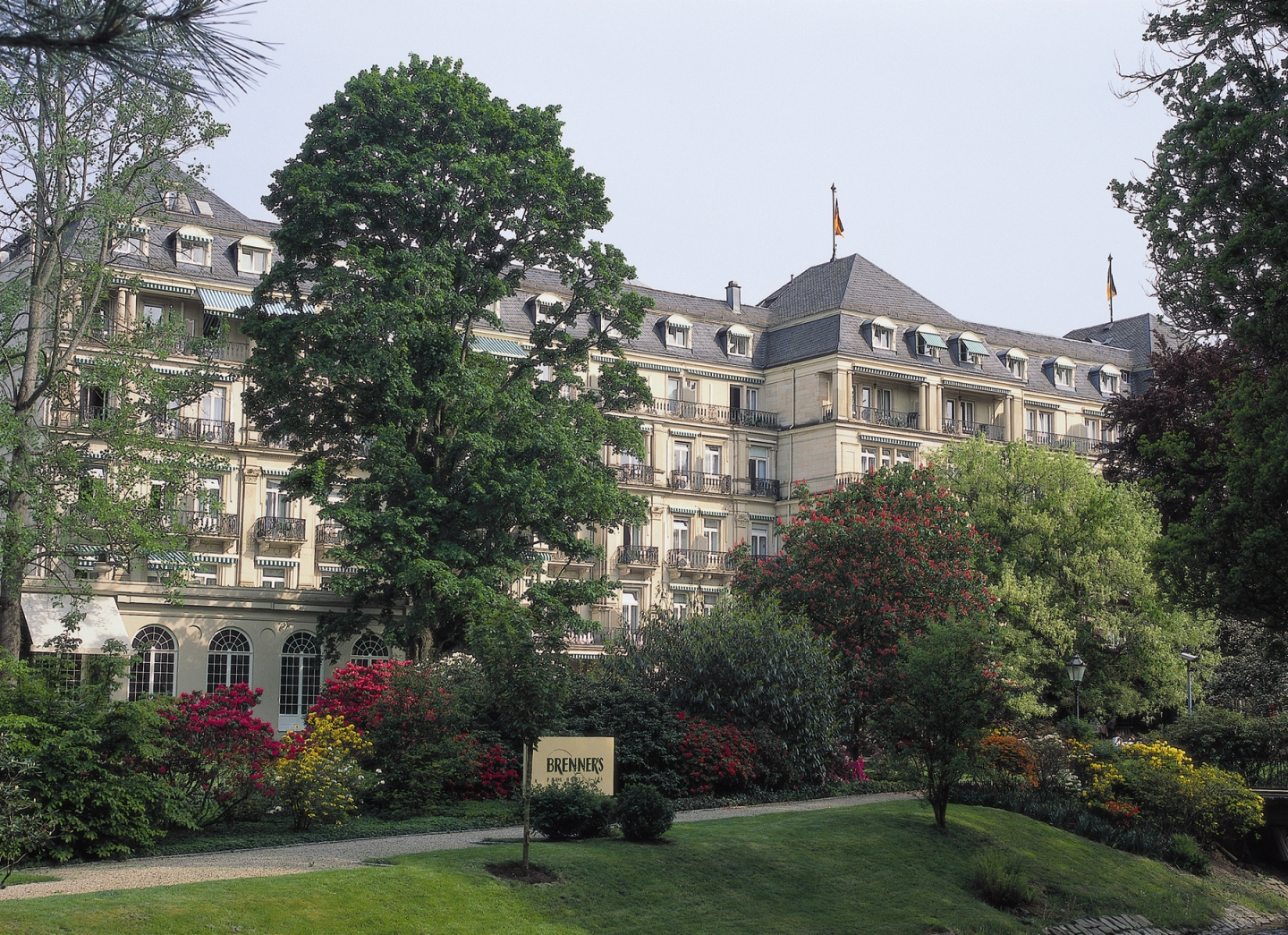
Brenners Park-Hotel an der Lichtentaler Allee

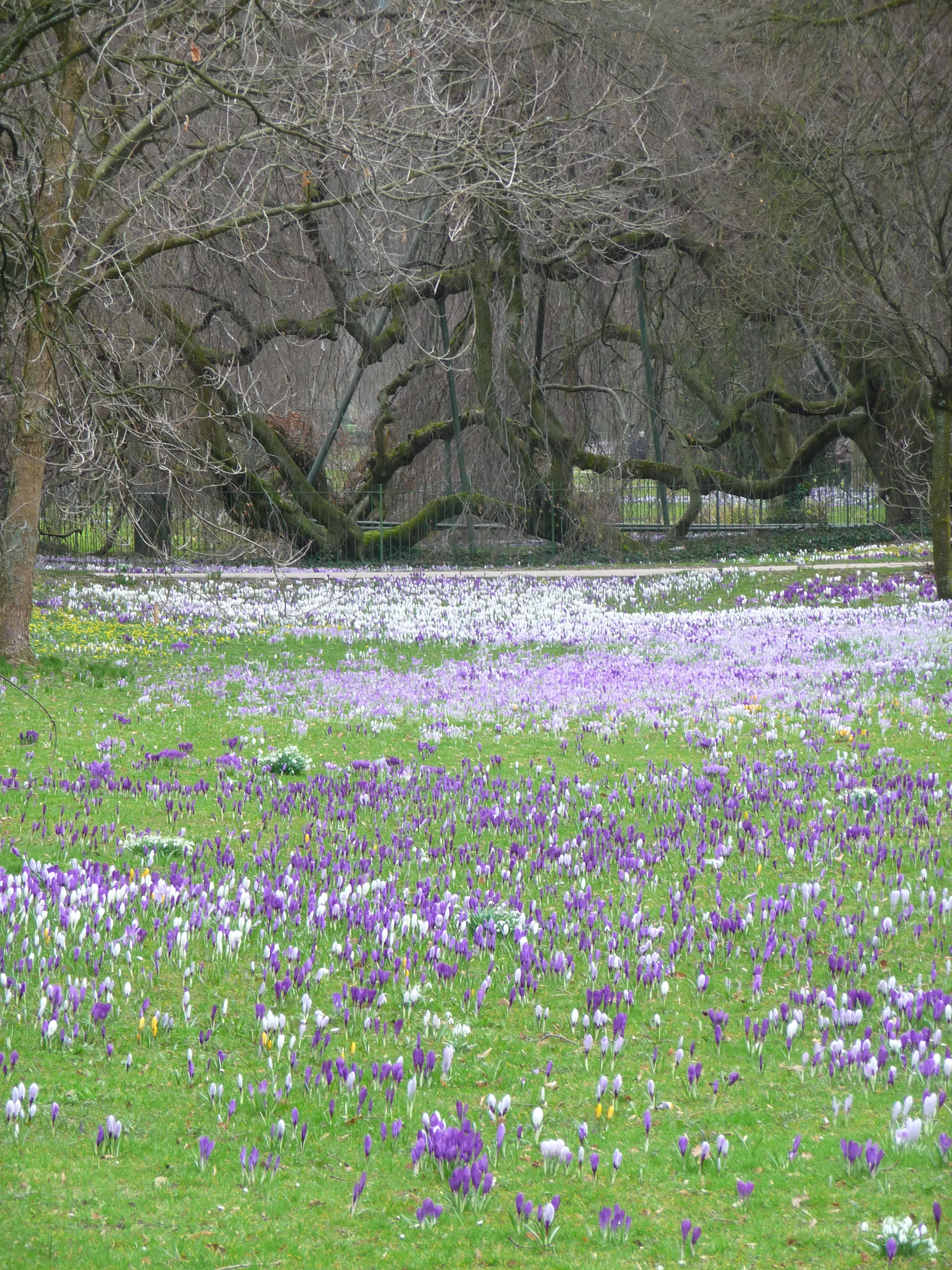
Im Frühjahr mit Krokussen übersäte Wiese an der Allee

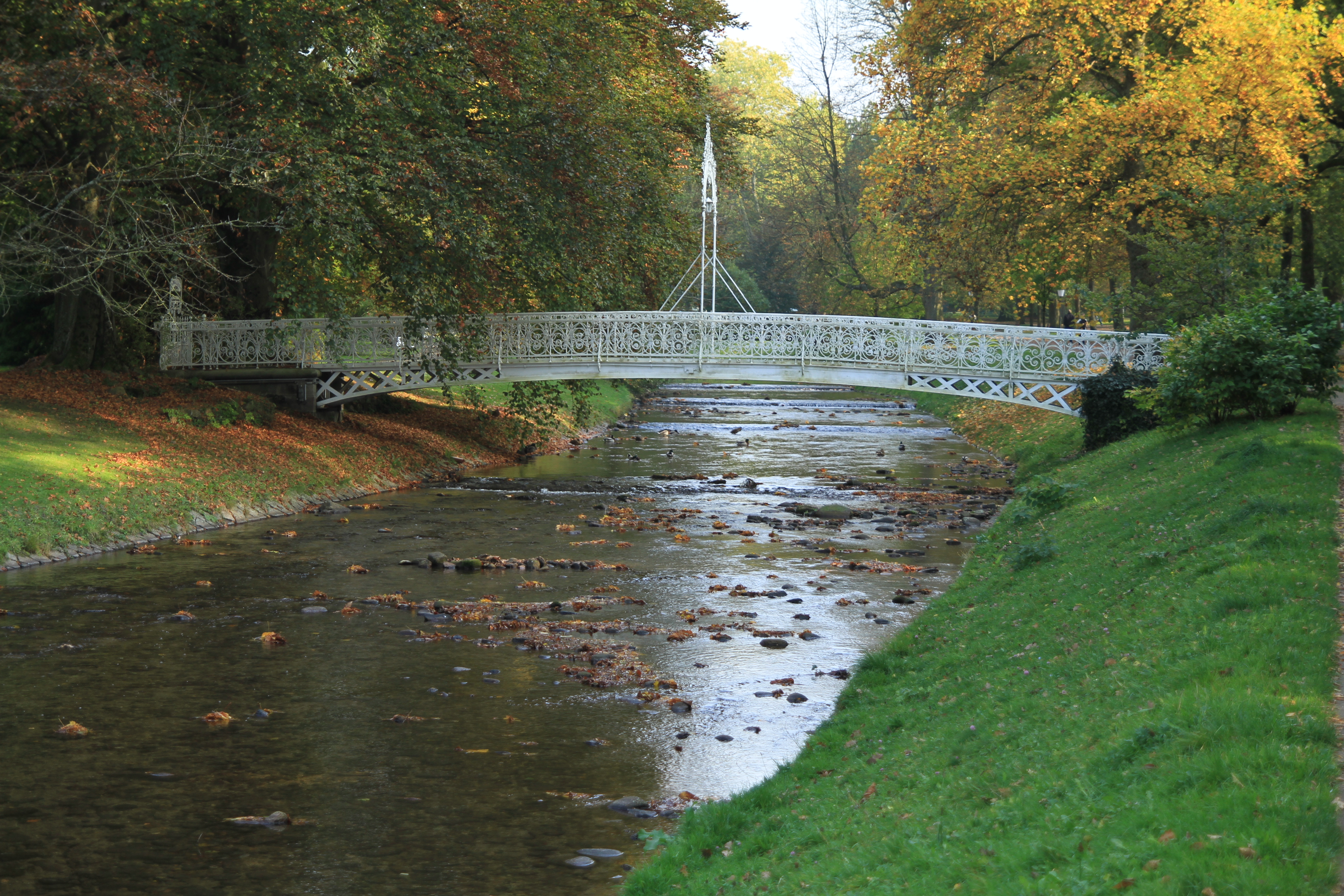
Bellevue-Brücke

Die Lichtentaler Allee ist eine 2,3 Kilometer lange Straße durch ein Parkgelände in der Innenstadt von Baden-Baden. Sie wurde im 19. Jahrhundert als Promenade der berühmten Besucher der mondänen Kurstadt bekannt, die damals als „Sommerhauptstadt Europas“ bezeichnet wurde.

## Überblick
Die Allee führt vom Goetheplatz am linken Ufer der Oos flussaufwärts bis zum Klosterplatz im Stadtteil Lichtental. Der ursprüngliche Flurweg vom Kloster Lichtenthal zum städtischen Markt soll nach einer seit dem frühen 19. Jahrhundert schriftlich überlieferten Legende im Jahre 1655 als Eichenallee vom badischen Kammerherren Moritz von Lassolaye angelegt worden sein. Zwischen 1850 und 1870 wurde er auf Betreiben der Spielbankpächter Bénazet in einen großen Landschaftspark umgestaltet. Über 300 verschiedene einheimische und exotische Bäume und Pflanzen, wie Linden, Kastanien, Eichen, Platanen, Erlen, Ginkgobäume, Silberahorne, Magnolien und Azaleen, säumen den Weg. Die Parkanlage ist umgeben von eleganten Villen und Luxushotels. Mehrere kunstvolle, schmiedeeiserne Fußgängerstege überqueren die Oos. 
Die Straße ist für den Kfz-Verkehr nur eingeschränkt befahrbar und wird über weite Strecken von zusätzlichen Fußwegen begleitet. Es werden Pferdekutschfahrten entlang der Allee angeboten. Ein Teil der Allee ist seit April 2018 Fahrradstraße.
Der gemeinnützige Verein Freundeskreis Lichtentaler Allee unterstützt das Baden-Badener Gartenamt bei der Parkgestaltung und stellte 2013 einen kostenlosen Audioguide für die Parkanlagen zur Verfügung, der über Informationstafeln mit QR-Code heruntergeladen werden kann.

## Verlauf
Beginnend am Goetheplatz kommt als Erstes das im neubarocken Stil erbaute Theater. Einige Meter weiter folgt das Kulturhaus LA8 mit Schachzentrum und dem Museum für Kunst und Technik des 19. Jahrhunderts, dem früheren Stammhaus des Internationalen Clubs, und dann die auf einer kleinen Anhöhe errichtete Staatliche Kunsthalle. Gegenüber der Kunsthalle und dem sich daneben befindenden Museum Frieder Burda führt eine Brücke über die Oos zum Augustaplatz. Über eine weitere Brücke gelangt man zum Kongresshaus. Etwas weiter liegt auf der anderen Uferseite in einer eigenen Parkanlage das weltbekannte Brenners Park-Hotel & Spa. Danach ist die Bertholdstraße zu überqueren, man befindet sich jetzt direkt zwischen der Rückseite des Bertholdbades und dem Gelände des ehemaligen Kleingolfplatzes.
Im Anschluss daran erreicht man die Tennisplätze und gelangt weiter zur Josephinenbrücke, welche die Verbindung zur Gönneranlage herstellt. Die nächste Brücke führt direkt auf die Ludwig-Wilhelm-Straße und eine weitere, private Brücke, zur Parkresidenz Bellevue, einem weiteren ehemaligen Luxushotel. Auf der rechten Seite kann im Park der Villa Schriever zeitgenössische Kunst bewundert werden. An der Kettenbrücke lässt man die Verbindungsstraße zum Gunzenbachtal hinter sich, wirft einen Blick auf das Hirtenhäuschen und die angrenzende Klosterwiese, um danach die Rückfront des Palais Biron wahrzunehmen.
Weiter erreicht man den Dahliengarten, an dessen Ende der Bénazet’sche Gartenpavillon aufgebaut ist. In diesem Areal sind Büsten von Clara Schumann, Johannes Brahms und Robert Stolz aufgestellt. Als letztes bemerkenswertes Bauwerk erkennt man, wiederum auf der anderen Seite der Oos gelegen, das frühere Hotel Bären. Das Ende der Allee ist der Klosterplatz.